# 修道士オルテンシオ・フェリス・パラビシーノの肖像
『修道士オルテンシオ・フェリス・パラビシーノの肖像』（しゅうどうしオルテンシオ・フェリス・パラビシーノのしょうぞう、西: Retrato de Fray Hortensio Félix Paravicino、英: Portrait of Fray Hortensio Félix Paravicino) は、ギリシャ・クレタ島出身であるマニエリスム期のスペインの巨匠エル・グレコが1609年頃にキャンバス上に油彩で制作した肖像画で、画家の肖像画中の頂点をなす傑作である。モデルの修道士オルテンシオ・フェリス・パラビシーノはエル・グレコの終生の友人であり、晩年には家賃を滞納するほど経済的に困窮していた画家の支えとなった1人であった。作品は1904年にボストン美術館に収蔵された。

## モデル
作品のモデルであるオルテンシオ・フェリス・パラビシーノはミラノ出身のイタリア人の子としてマドリードで生まれ、21歳でサラマンカ大学の修辞学の教授となった。また、三位一体修道会の修道士として当時最大の説教家であった。1616年にはフェリペ3世の説教師に任命されたほどで、ロペ・デ・ベガ、フランシスコ・デ・ケベード、ルイス・デ・ゴンゴラといったスペイン・バロック文学の巨匠たちから称賛された詩人でもあり、エル・グレコにも4つのソネットを捧げている。そのうちの1つは以下のとおりである。
「神々しいギリシャの人よ！　そなたの画業にあっては画像が生身を超えたとしても驚くにはあたるまい。
むしろ芸術がやり残したものを生命が補うべく努めねばならないのだ
そなたの絵筆が永遠に止むまで太陽の光線もこの天球で灼灼たらんことなし
そなたの画布の光まばゆく輝くほどには」
また、パラビシーノは、エル・グレコの墓碑銘「クレタは生と、絵筆を彼に授け／トレドは彼の最上の祖国となり／死とととも永遠に生きはじめる」の作者でもあった。

## 作品
画面全体は褐色の控えめな色彩で覆われている。パラビシーノは白の上服と黒のマント、青と赤の十字章の三位一体修道会の僧衣姿でスペイン式の椅子に座し、大きな本と読みかけの小冊子を左手で支えている。モデルの暗い目、繊細な口元、長い指が鑑賞者に多くのことを訴える。読書後の思索にふけっている姿であろうか。当時29歳のパラビシーノの顔は深い知性と男性的な魅力に満ちている。本作を見たパラビシーノが、「彼の魂は、描かれた肉体に宿るのか、それとも現実の肉体に宿るのかわからない」といったのは有名である。
作品は褐色の地塗りを生かす素早い幅広の自由闊達な描法で仕上げられており、躍動感と真実味が与えられている。優れて近代的な肖像画である。